# Amt Linden
Das Amt Linden war ein historisches Verwaltungsgebiet im Königreich Hannover bzw. der preußischen Provinz Hannover.

## Geschichte
Das Amt Linden wurde 1852 im Zuge der Aufhebung der Patrimonialgerichtsbarkeit gegründet und umfasste ursprünglich die früher zum Amt Hannover gehörigen Vororte Linden und Glocksee sowie weitere Gemeinden aus den Ämtern Blumenau und Wennigsen. Amtssitz war zunächst Hannover, ab 1855 Linden. 1859 wurde der Amtssprengel um weitere Gemeinden aus dem aufgehobenen Amt Blumenau vergrößert. Die Vorstadt Glocksee und Ohe wurde mit dem 1. Januar 1870 abgetrennt und in die Stadt Hannover eingemeindet. 1885 wurde das Amt aufgehoben und mit dem Amt Wennigsen in den Kreis Linden überführt.

## Gemeinden
Bei seiner Aufhebung (1885) umfasste das Amt folgende Gemeinden:
| - Ahlem - Almhorst - Badenstedt - Barrigsen - Bornum - Davenstedt | - Döteberg - Groß Munzel - Gümmer - Harenberg - Holtensen - Kirchwehren | - Lathwehren - Lenthe - Letter - Limmer - Linden - Lohnde | - Ostermunzel - Ricklingen - Seelze - Stemmen - Velber |

- Karte mit allen verlinkten Seiten:
- OSM |
- WikiMap

## Amtmänner
- 1852–1857: Georg Frank, Amtmann
- 1858–1859: Otto Gustav Hesse, Amtsassessor (auftragsweise)
- 1859–1884: Wilhelm Friedrich Claus von Linsingen, Amtmann, Kreishauptmann